# Нагчу
Нагчу (кит. спр. 那曲市, піньїнь: Nàqū Shì; тиб. ནག་ཆུ་ས་ཁུལ།) — місто-округ в Тибетському автономному районі.

## Географія
Округ Нагчу займає значну частину півночі Тибетського плато (регіон У-Цанг).
Межує з Сіньцзян-Уйгурським АР на півночі та провінцією Цинхай на північному сході.

### Клімат
Місто перебуває у зоні так званої «гірської тундри», котра характеризується кліматом арктичних пустель. Найтепліший місяць — липень із середньою температурою 8.9 °C (48 °F). Найхолодніший місяць — січень, із середньою температурою -13.3 °С (8 °F).
| Клімат Нагчу (район Сені) | Клімат Нагчу (район Сені) | Клімат Нагчу (район Сені) | Клімат Нагчу (район Сені) | Клімат Нагчу (район Сені) | Клімат Нагчу (район Сені) | Клімат Нагчу (район Сені) | Клімат Нагчу (район Сені) | Клімат Нагчу (район Сені) | Клімат Нагчу (район Сені) | Клімат Нагчу (район Сені) | Клімат Нагчу (район Сені) | Клімат Нагчу (район Сені) | Клімат Нагчу (район Сені) |
| Показник                  | Січ.                      | Лют.                      | Бер.                      | Квіт.                     | Трав.                     | Черв.                     | Лип.                      | Серп.                     | Вер.                      | Жовт.                     | Лист.                     | Груд.                     | Рік                       |
| Середній максимум, °C     | −2                        | −1                        | 2                         | 6                         | 10                        | 14                        | 15                        | 14                        | 12                        | 7                         | 1                         | −2,2                      | 6                         |
| Середня температура, °C   | −13                       | −10                       | −6                        | −1                        | 3                         | 7                         | 9                         | 8                         | 5                         | 0                         | −7                        | −11                       | −1                        |
| Середній мінімум, °C      | −22                       | −19                       | −14                       | −9                        | −3                        | 0                         | 3                         | 2                         | 0                         | −6                        | −15                       | −21                       | −8                        |
| Норма опадів, мм          | 2                         | 2                         | 3                         | 10                        | 26                        | 82                        | 106                       | 94                        | 69                        | 20                        | 3                         | 3                         | 419                       |
| ------------------------- | ------------------------- | ------------------------- | ------------------------- | ------------------------- | ------------------------- | ------------------------- | ------------------------- | ------------------------- | ------------------------- | ------------------------- | ------------------------- | ------------------------- | ------------------------- |
| Джерело: Weatherbase      |                           |                           |                           |                           |                           |                           |                           |                           |                           |                           |                           |                           |                           |

## Адміністративний поділ
Префектура поділяється на 1 район та 10 повітів
| Карта                                                                  | Карта    | Карта      | Карта       | Карта            |
| ---------------------------------------------------------------------- | -------- | ---------- | ----------- | ---------------- |
| Сені Лхарі Біру ① Амдо Шенцза Сог Бангон Бачен Ньїма Шуанху ① Ньянронг |          |            |             |                  |
| Статус                                                                 | Назва    | Китайською | Тибетською  | Населення (2010) |
| Район                                                                  | Сені     | 色尼区     | གསེར་རྙེད་ཆུས།  | 108 781          |
| Повіт                                                                  | Амдо     | 安多县     | ཨ་མདོ་རྫོང་    | 37 802           |
| Повіт                                                                  | Бангон   | 班戈县     | དཔལ་མགོན་རྫོང་ | 36 842           |
| Повіт                                                                  | Бачен    | 巴青县     | སྦྲ་ཆེན་རྫོང་    | 48 284           |
| Повіт                                                                  | Біру     | 比如县     | འབྲི་རུ་རྫོང་    | 60 179           |
| Повіт                                                                  | Лхарі    | 嘉黎县     | ལྷ་རི་རྫོང་     | 32 356           |
| Повіт                                                                  | Ньїма    | 尼玛县     | ཉི་མ་རྫོང་     | 29 856           |
| Повіт                                                                  | Ньянронг | 聂荣县     | གཉན་རོང་རྫོང་  | 32 376           |
| Повіт                                                                  | Сог      | 索县       | སོག་རྫོང་      | 43 621           |
| Повіт                                                                  | Шенцза   | 申扎县     | ཤན་རྩ་རྫོང་    | 20 285           |
| Повіт                                                                  | Шуанху   | 双湖县     | མཚོ་གཉིས་་རྫོང་ | 11 999           |